# Prince de minuit
Pour plus de détails, voir Fiche technique et Distribution.
Prince de minuit est un film français de René Guissart sorti en 1934.

## Synopsis
Un jeune employé de magasin joue la nuit le rôle d'un prince étranger, pour le compte du propriétaire d'une boite de nuit, afin d'y attirer des clients. Sans le savoir, il se trouve être le sosie d'un véritable prince émigré à Paris et que des représentants de son petit royaume recherchent pour le ramener dans sa patrie. Ces derniers rencontrent le pseudo prince et, comme le véritable prince se refuse à rentrer dans son pays, ils finissent par le convaincre de se substituer à ce dernier.

## Fiche technique
- Titre : Prince de minuit
- Titre alternatif : Lune de miel
- Réalisation : René Guissart
- Scénario et dialogue : Jacques de Bénac
- Décors : Jacques Colombier
- Photographie : René Colas
- Son : Robert Teisseire
- Musique : Maurice Yvain, Germaine Raynal, Paul Pauley et Pascal Bastia
- Producteurs : Charles Simond, Charles Darche
- Société de production : Vedettes Françaises Associées
- Pays :  France
- Format : Noir et blanc  - Son mono - 1,37:1
- Genre : Comédie
- Durée : 100 minutes
- Dates de sortie : 
  - France : 2 novembre 1934[1]
  - Portugal : 18 avril 1935
  - Pays-Bas : 13 décembre 1935

## Distribution
- Henri Garat : Henry Leroy
- Monique Rolland : Denise
- Edith Méra : Ruth Doxy
- Paul Pauley : Galoubet
- Pierre Juvenet : Rupert
- Pierre Palau : M. Achille
- Jacques Lerner : Le Général Sabourovitch
- Robert Pizani : Le comte Maritza
- Claude Bénédict
- Catherine Fonteney
- Jeanne Fusier-Gir
- Marthe Sarbel
- Georges Bever
- Anthony Gildès
- Jacques Derives